# Лохан, Майкл (младший)
Ма́йкл Да́глас Ло́хан-младший (англ. Michael Douglas Lohan Jr.; род. 16 декабря 1987, Нью-Йорк, США) — американский киноактёр, телевизионная персона и фотомодель.

## Биография и карьера
Майкл Даглас Лохан-младший родился 16 декабря 1987 года в Нью-Йорке в семье бизнесмена Майкла Лохана и бывшей актрисы Дины Лохан. Его родители были женаты с 1985 года, в 2005 году они подписали договор о раздельном проживании и в 2007 году — развелись. У Майкла есть старшая сестра — известная киноактриса, певица и модель Линдси Лохан (р. 02.07.86) и младшие сестра и брат, также актёры — Али Лохан (род. 22.12.93) и Дакота Лохан (р. 16.06.96). У Майкла есть ирландские и итальянские корни.
В 2005 году Майкл окончил Long Island high school.
В кино Майкл дебютировал в 1998 году, сыграв небольшую роль в фильме «Ловушка для родителей», где главную роль играла его сестра Линдси Лохан и небольшие роли исполняли мать и младшая сестра. Также Лохан работал в Ford Models. Участвовал в семейном реалити-шоу «Жизнь Лохан» в 2008 году.

## Фильмография
| Год  |   | Русское название      | Оригинальное название | Роль                 |
| ---- | - | --------------------- | --------------------- | -------------------- |
| 2012 | ф |                       | Growing Defiant       | Главная роль         |
| 1998 | ф | Ловушка для родителей | The Parent Trap       | потерявшийся мальчик |